# Martin Reichlin
Martin Reichlin (* 1954 in Luzern, Schweiz) ist ein Schweizer Politiker der Sozialdemokratischen Partei (SP). Er war von 2002 bis 2014 Präsident der SP des Kantons Schwyz.
Er kandidierte bei den Wahlen zum Schwyzer Kantonsrat vom 16. März 2008. In seinem Wahlkreis Ingenbohl, dem sechs Mandate zustanden, wurde auf der SP-Liste jedoch nur die Bisherige Romy Lalli-Beeler gewählt.
Reichlin gehörte von 2012 bis 2014 der Geschäftsleitung der SP Schweiz an. Er ist Mitglied der Themenkommission „Umwelt, Energie und Raumplanung“ der SP Schweiz und Co-Leiter ihrer Subkommission „Klima und Energie“. Zudem ist er Mitglied der Themenkommission „Verkehr und Kommunikation“.
Reichlin initiierte die Auszeichnung „Energieschule“ und war Co-Projektleiter während der Pilotphase (2013–2015). Seit 2015 bietet der Trägerverein Energiestadt (EnergieSchweiz) diese Auszeichnung schweizweit an.
Reichlin ist diplomierter Mathematiker ETH und unterrichtete von 1979 bis 2019 an der Kantonsschule Kollegium Schwyz Mathematik und Physik. Er wohnt wieder in Luzern.